# Liste der Naturdenkmale in Höheinöd
Die Liste der Naturdenkmale in Höheinöd nennt die im Gemeindegebiet von Höheinöd ausgewiesenen Naturdenkmale (Stand 23. Mai 2024).

## Naturdenkmale
| Nr.         | Bezeichnung       | Lage                | Beschreibung                 | Bild                                    |
| ----------- | ----------------- | ------------------- | ---------------------------- | --------------------------------------- |
| ND-7340-246 | Sommerlindenallee | Friedhofstraße Lage | Tilia platyphyllos, 20 Bäume | Direkt Bild zu diesem Denkmal hochladen |